# شهرستان الکسیوسکی (استان سامارا)
شهرستان الکسیوسکی (به لاتین: Alexeyevsky District) یک شهرستان در روسیه است که در استان سامارا واقع شده‌است.